# Матайоші Кобудо
Матайоші Кобудо (яп. 又吉古武道, Matayoshi Kobudō) — стиль окінавського кобудо, що походить від майстра Сінпо Матаейоші (又吉 眞光, 1921–1997). Ця школа спеціалізується на вивченні та використанні традиційної окінавської холодної зброї та сільськогосподарських знарядь як бойових інструментів. Вважається одним з найвпливовіших та найпоширеніших стилів кобудо у світі.

## Історія
Засновник стилю, Матайоші Сінко, народився в місті Наха на Окінаві. Він почав вивчати кобудо з дитинства під керівництвом свого батька, Матайоші Шінко (又吉 眞光), а також у таких легендарних майстрів, як Тірама Шінкен (творець школи Рюкю Кобудо) та Гусукума Сінпа (або Гусукума Сінсуке). Після Другої світової війни Матайоші Сінко інтенсивно займався відродженням кобудо на Окінаві. Він також подорожував Маньчжурією, де вивчав місцеві бойові мистецтва та навички верхової їзди зі стрільбою з лука.
У 1970 році Матайоші Сінко заснував «Всеокінавську Асоціацію Кобудо» (Zen Okinawa Kobudō Renmei), яка пізніше, у 1972 році, була перейменована на «Всеяпонську Асоціацію Кобудо» (Zen Nihon Kobudō Renmei), а потім у 1990 році — у «Всесвітню Асоціацію Окінавського Кобудо» (Kokusai Okinawa Kobudō Renmei), відому також як Матайоші Кобудо Кодокан. Головний додзьо (honbu dōjō) знаходиться в місті Наха, Окінава.
Після смерті Матайоші Сінко у 1997 році, керівництво організацією та стилем перейшло до його сина, Матайоші Сінпо (又吉 眞豊, 1947–2017). Після смерті Матайоші Сінпо у 2017 році, керівником (sōke) став його син, Матайоші Сінсуке (又吉 眞亮, нар. 1977), який продовжує розвивати спадщину діда та батька.

## Характеристики стилю
Матайоші Кобудо характеризується:
1.  **Широким арсеналом зброї:** Школа вивчає практично всю традиційну окінавську зброю.
2.  **Детально розробленою системою ката:** Наявність чітких, стандартизованих форм (ката) для кожної зброї, що забезпечує передачу технік та принципів.
3.  **Унікальними елементами:** Наявність деяких видів зброї та методів їх використання, характерних саме для цієї школи (наприклад, деякі варіанти нунчаку, суручин).
4.  **Акцентом на практичність:** Техніки часто демонструють прямий, ефективний застосунок зброї.
5.  **Тісним зв'язком з карате:** Багато принципів руху та застосування сили базуються на окінавському карате (особливо Годзю-рю), що відображає особистий шлях засновника, який також був майстром карате.

## Основні види зброї
До ключових видів зброї, які вивчаються в Матайоші Кобудо, належать:
- Бо (六尺棒, rokushakubō): Довгий дерев'яний шест (приблизно 182 см). Основна зброя, з багатою системою ката (напр., Shushi no Kon, Sakugawa no Kon, Choun no Kon, Shiromatsu no Kon).
- Сай (釵): Тригранний металевий багнет, часто використовується парами. Ката: Tawada no Sai, Hamahiga no Sai, Chatan Yara no Sai.
- Тонфа (トンファー, tonfā): Дерев'яна рукоятка з поперечною ручкою, зазвичай пара. Ката: Hamahiga no Tonfa.
- Нунчаку (ヌンチャク): Два коротких зв'язаних мотузкою або ланцюгом стрижня. Матайоші Кобудо використовує як традиційні нунчаку, так і специфічні довгі (hanbō nunchaku) та з мотузяною ручкою замість ланцюга (momi nunchaku). Ката: Matayoshi no Nunchaku (різні варіанти).
- Ейку (櫂): Весло. Ката: Chikin Akachu no Eku di.
- Текко (鉄甲): Залізні кастети, зазвичай пара. Ката: Matayoshi no Tekko.
- Сансетсукон (三節棍): Трьохланковий бойовий ціп. Ката: Matayoshi no Sansetsukon.
- Нітібо (二丁棒): Два коротких шести (приблизно 90 см), що використовуються разом. Ката: Matayoshi no Nicho Gama.
- Кува (鍬): Мотига. Ката: Matayoshi no Kama.
- Сурудзін (スルジン): Важель/вага з двома кам'яними або металевими гирями на кінцях мотузки. Ката: Matayoshi no Suruchin.
- Тимбей (チンベイ): Щит (часто рибальський) у парі з коротким списом (рочин або тинбей-гама).

Також вивчаються інші види, такі як джо (середній шест), танто (нож) тощо.

## Спадкоємці та поширення
Система Матайоші Кобудо була структурована та популяризована Матайоші Сінко та його сином Матайоші Сінпо. Після їх смерті лінію спадкоємства очолив Матайоші Сінсуке.
Школа має численні філії та представництва по всій Окінаві, в материковій Японії та по всьому світу (Європа, Північна Америка, Південна Америка, Азія, Океанія). Організація Kokusai Okinawa Kobudō Renmei (KO.KR.) є основною структурою, що представляє стиль на міжнародному рівні, хоча існують і неза